# Зайферт, Узо
Узо Зайферт (нем. Uso Seifert; 9 февраля 1852, Рёмхильд — 4 июня 1912, Дрезден) — немецкий композитор и музыкальный педагог. Автор органных, фортепианных, хоровых и вокальных сочинений.
Учился у своего отца, рёмхильдского кантора Карла Валентина Зайферта (1814—1866), и в учительской семинарии в Хильдбургхаузене, в 1872—1877 гг. руководил в городе мужским хором. Окончил Дрезденскую консерваторию, ученик Франца Вюльнера, Жана Луи Никоде, Адольфа Бласмана, Вильгельма Ришбитера. Затем на протяжении 25 лет преподавал там же; автор учебника фортепианной игры (1886). Позднее органист дрезденской Реформатской церкви. В 1906 году королём Фридрихом Августом III удостоен звания королевского музикдиректора. 